# Nantoco
Nantoco es una localidad de la región de Atacama perteneciente a la comuna de Tierra Amarilla. Tiene una población de 398 habitantes.

## Historia
Nantoco se originó en tiempos prehispánicos como un asentamiento indígena, en el siglo XVI, teniendo como primera denominación "Nantoc". Después de Copiapó, en ese entonces llamado "Copayapu", Nantoco era el principal caserío de la zona y ofrecía a la población una importante cosecha de brea, la cual fue una de las primeras entradas económicas del poblado. Un aluvión en el río Copiapó en 1655 destruiría toda la zona, inundando el pueblo y la primera iglesia edificada en el sector. Francisco de Aguirre Riveros heredó las tierras de Fernando de Aguirre Matienzo, las que luego serían vendidas a Antonio Niño de Mendoza y Aguirre. Siendo propiedad de Felipe de Mercado se construye, en 1750, la capilla que sirvió de base para el establecimiento de la viceparroquia en 1764. Nantoco pasaría de la actividad de encomienda a establecerse como hacienda a raíz del auge minero del oro entre los siglos XVIII y XIX, extraído de la quebrada del mismo nombre de la localidad.
Importantes familias vivieron en la localidad, fundamentalmente atraídos por la actividad minera, tales como los Subercaseaux quienes hicieron su fortuna con las minas de Chañarcillo y que les permitió comprar Clos de Pirque, importante productor de vino. Otras familias fueron los Cousiño, los Yiglino, los Bordoli, los Maggi, y la familia Barahona. Producto de la extracción de plata en Atacama, la localidad toma protagonismo y es comprada por el acaudalado empresario Apolinario Soto, quien ordena la construcción de la hacienda e iglesia que actualmente se encuentran en el lugar.

## Toponimia
Nantoco significa “agua de pozo” en mapudungún. Su nombre se debe a las vegas que había en el sector, el cual era rico en agua y que albergó a la cultura mapuche que llegó a la zona como mano de obra para la minería.

## Demografía
La localidad, según el censo de 2017, posee una población de 398 habitantes, de los cuales 200 son hombres y 198 son mujeres. Para 2005 la población total era de 51 habitantes.

## Hacienda Nantoco

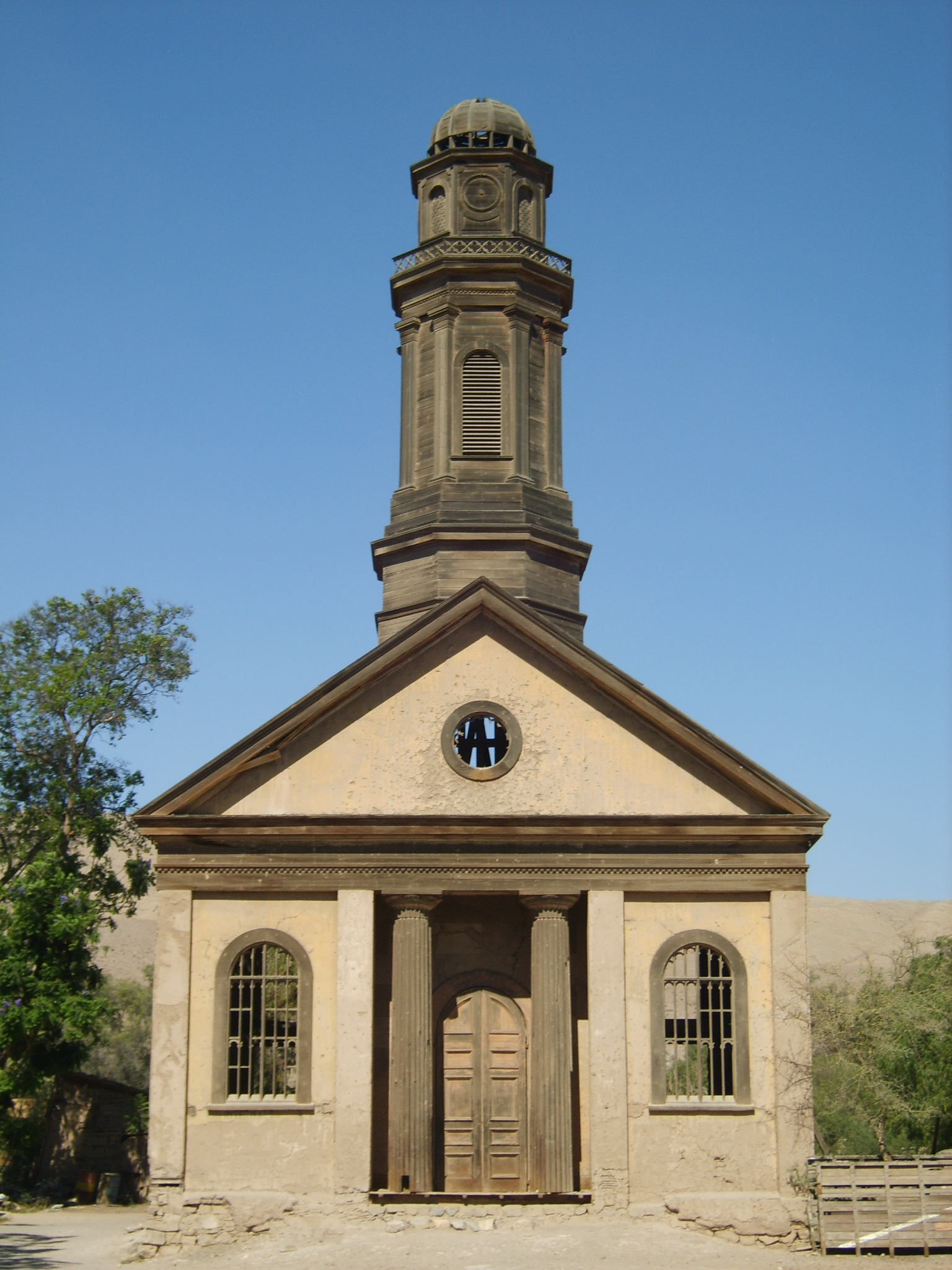
Iglesia de Nantoco.

La antigua Hacienda Nantoco, en particular la casa y la iglesia, constituye un testimonio arquitectónico de la actividad minera del siglo XIX en la zona. Ambas edificaciones fueron obra de constructores ingleses en 1860, por encargo del acaudalado empresario minero Apolinario Soto. Están construidas a base de tabiquería de caña de Guayaquil con revoques de barro. La madera es de pino Oregón proveniente de Estados Unidos.
La casa se eleva sobre un alto zócalo, siguiendo el estilo neoclásico de las oficinas salitreras británicas. El cuerpo principal está compuesto por dos crujías, circundado por un amplio corredor, y sostenido por diez columnas dóricas estriadas. Destaca el mirador que se alza sobre la techumbre en el eje del vestíbulo, el cual posee a cada lado cuatro pilares estriados con capitel dórico. El estilo clásico de la edificación queda de manifiesto en las columnas, cornisamentos, molduras, terminaciones, y en la simetría de sus partes, que le proporcionan características poco frecuentes en el estilo hacendal de la zona.
El mismo estilo sigue la iglesia, destacándose el pórtico al tener un gran frontón triangular que abarca todo el ancho de la fachada, con pilastras que envuelven las esquinas y dos columnas dóricas que lo enmarcan. Sobre el pórtico se eleva la torre de madera que alberga el campanario. Está conformada por una base y dos tambores octagonales adornados en sus bases y rematado por un cupulón. En la puerta de entrada destacan las dos ventanas, una a cada lado de esta, que aparte de formar parte del decorado, permiten el ingreso de luz a la construcción.
La Hacienda se distingue por sus propiedades espaciosas y los elementos clásicos que la adornan, constituyendo un conjunto arquitectónico único en la localidad. En virtud de las características que hacen del lugar un fiel representante del auge de la minería de la plata en Atacama, además de su valor arquitectónico y decorativo, esta es declarada Monumento Histórico en 1984. La antigüedad de la edificación y, por sobre todo, el efecto de eventos sísmicos, han provocado que las estructuras sufran un considerable deterioro. Actualmente se mantiene solo el pórtico y la torre de la iglesia.